# Nathan Power
Nathan Power (Newcastle, 1993. február 13. — ) világkupa-ezüstérmes ausztrál válogatott vízilabdázó, a CNA Barceloneta játékosa bekk poszton.

## Eredményei

### Klubcsapattal

#### Jadran Split
- Horvát bajnokság
  - Bronzérmes: 2018, 2019, 2020

#### CN Barcelona
- Spanyol bajnokság
  - Ezüstérmes: 2021, 2022
  - Bronzérmes: 2023

### Válogatottal

#### Ausztrália
- Világbajnoki 8. hely (Barcelona, 2013)
- Világbajnoki 8. hely (Kazany, 2015)
- Világbajnoki 7. hely (Budapest, 2017)
- Világkupa ezüstérmes (Berlin, 2018)
- Világliga bronzérmes (Belgrád, 2019)
- Világbajnoki 6. hely (Kvangdzsu, 2019)
- Olimpiai 9. hely (Tokió, 2021)
- Világbajnoki 11. hely (Budapest, 2022)
- Világbajnoki 10. hely (Fukuoka, 2023)